# あやなみ型護衛艦
あやなみ型護衛艦（あやなみがたごえいかん、英語: Ayanami-class destroyer）は、海上自衛隊の護衛艦の艦級。
いわゆる「オランダ坂」型護衛艦の端緒であり、砲熕兵器を減じて対潜戦能力に重点を置いた対潜護衛艦（DDK/DDE）として、第1次防衛力整備計画の前後、昭和30年から33年度計画にかけて7隻が建造された。建造単価は25.5億円であった。その後、1980年代中盤より退役を開始し、1990年までに運用を終了した。

## 来歴
警備隊では、昭和28年度計画ではるかぜ型を建造し、DDの国内建造を再開した。当時極端に不足していた正面兵力の数的増強を優先するため、昭和29年度計画では駆潜艇などの小型船艇の建造に注力し、大型警備船は建造されなかったが、海上自衛隊発足後の昭和30年度より、再び大型警備艦の建造が再開されることになった。
まず昭和30年度計画では、はるかぜ型（28DD）の計画・設計・建造を通じて得られた知見を反映して、船型を1,700トン型に拡大したDDが建造されることになった。これは設計を大きく刷新し、砲熕兵器を妥協するかわりに対潜戦能力を拡充しており、予算要求・対外説明等では非公式に対潜護衛艦（DDK/DDE）と称された。これが本型である。

## 設計
先行する艦と同様、基本設計は財団法人船舶設計協会に委託して行われており、基本計画番号はF-102とされた。

### 船体

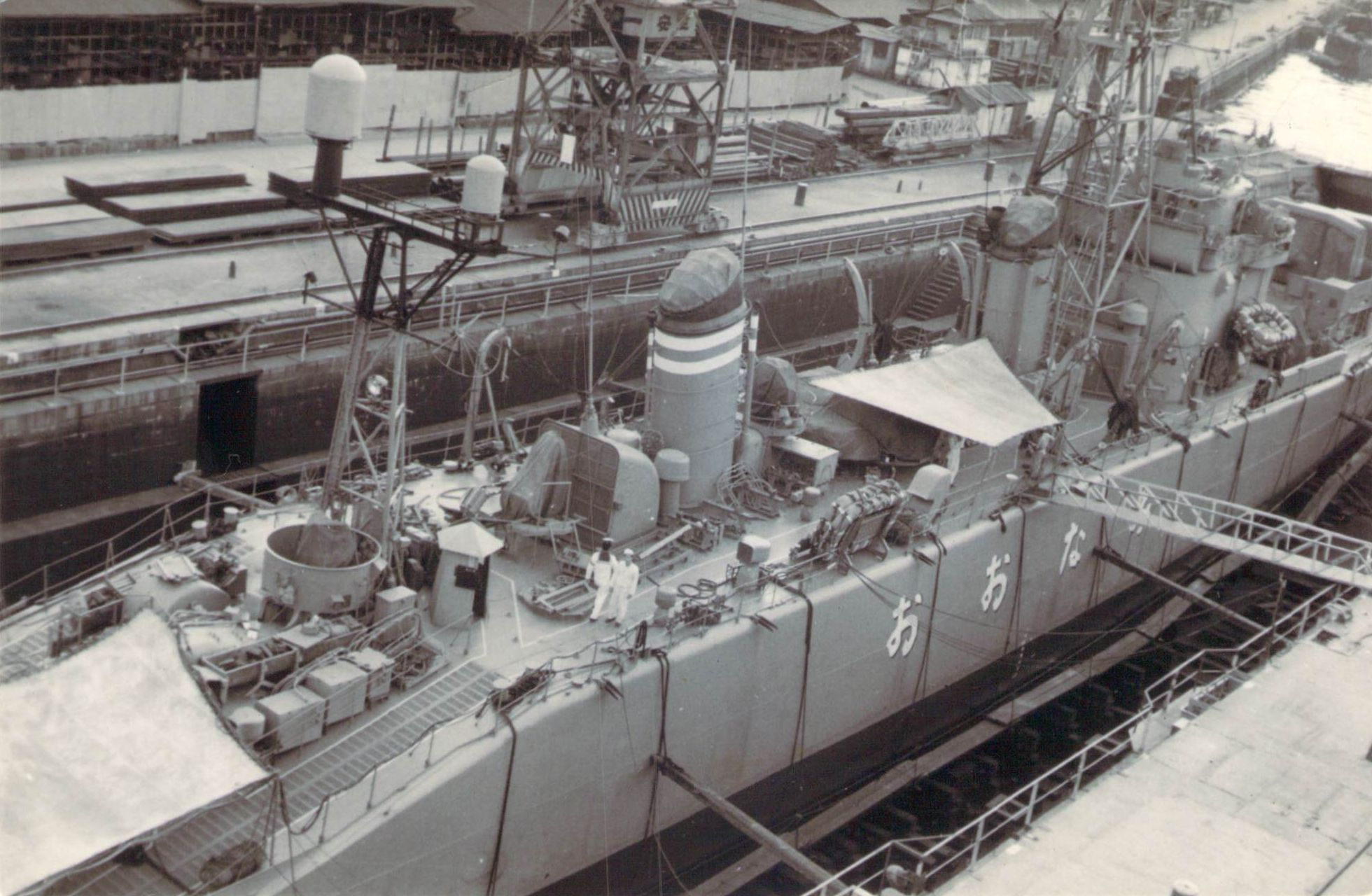
「おおなみ」のオランダ坂

28DDでは、戦後10年近い技術的空白を埋めるべく旧海軍とアメリカ海軍の技術を参考として、アメリカ海軍駆逐艦と同様の平甲板船型を採用していた。しかし同型ではスペース不足による居住性の低下と電子機器等の将来増設余地の欠如が問題になっていたことから、本型の設計にあたり、船舶設計協会では、28DDと同様の平甲板船型とともに、船内スペースの確保に有利な長船首楼型の案を作成した。同時期に海外で建造されていた艦で長船首楼型を採用していたのは、イギリス海軍のホイットビィ級フリゲートやカナダ海軍のサン・ローラン級駆逐艦に例を認める程度であったことから、用兵サイドでは、当初は新船型の採用に消極的であったが、多くのメリットが認められたことから、最終的にこちらが採択された。
長船首楼船型では前部と後部の段差の接続部の強度が弱点となるが、本型では、前部と後部の接続部を緩やかな傾斜（約13度）を付けた連続した甲板とすることでその問題を解決している。この傾斜甲板は就役後、乗員から「オランダ坂」と呼ばれ通行等の不便さから不評をかったが、設計上は優れたものであったため、同時期のむらさめ型、あきづき型にも採用された。船首楼は前部船体4分の3を占める長大なものとなったが、これは予備浮力の増大につながり、被害時の生存性向上も期待された。この船型の採用によって、風圧側面積を少なく抑えられたことから、復原性能の改善につながった。また上甲板の深さが機関室の必要とする高さいっぱいに下がったことから、機関室天井裏のデッドスペースが解消され、平甲板型と比して、側面高さは甲板間高さ半分程度だけ低くなった。この結果、船首楼甲板を強度甲板とすることで横断面高さが増え、横断面の縦強度部材を軽量化できたことから、船殻重量をほとんど増やさずに艦内容積を増加できたとされている。28DDで不十分に終わった居住性の改善も志向されており、乗員一人あたりの居住区画面積は、28DDの1.8平方メートルから2.2平方メートルに増加した。また時代に対応して、警備艦として初めて放射能洗浄装置が設置されている。
本型より、船体構造は完全な縦肋骨式となった。船殻には艦船用圧延鋼材（SM41/SM41W）および高張力鋼（SM52W）が採用された。機関区画などの重要区画の弾片防御に高張力鋼が用いられたのは前型と同様である。またCICを含む艦橋も、初期建造艦では軽合金製であったが、檣は薄肉鋼管製とされており、後期建造艦では艦橋も鋼製に変更された。

### 機関
本型では、対潜戦実施上、可能な限り迅速に潜水艦存在海域に急行することが求められたことから、28DDよりも速力を向上させて、32ノットの最大速力が設定された。また荒天下での速力維持も求められており、長船首楼船型採用の理由の一端ともなっている。
機関は28DDと同じく蒸気タービン方式を採用したが、テストの意味合いを込めて各艦に各々異なるものが搭載されており、本型7隻に対して主ボイラーが4型式、タービンは5型式に及ぶ。蒸気性状は28DDと同じく圧力30 kgf/cm2 (430 lbf/in2)、温度400 °C (752 °F)だが、蒸気発生量は「あやなみ」から「うらなみ」の3隻が73トン/時、「しきなみ」以降の4隻は75トン/時に増強されている。タービンの型式は、「いそなみ」のみが「ゆきかぜ」（28DDの2番艦）と同型式の2胴衝動・反動型だが、これ以外の6隻では3胴衝動型とされている。手動嵌脱式の巡航タービンは信頼性に欠ける部分があったことから、「あやなみ」では初めて自動嵌脱式が採用され、「うらなみ」以降では米海軍に倣って直結式とされた。
機関配置は、先行するはるかぜ型のものを踏襲したシフト配置とされており、前側の機関が左軸、後側の機関が右軸を駆動している。
なお電源としては、前期型では出力350 kVA（280 kW）の蒸気タービン主発電機2基と出力100 kVA（80 kW）のディーゼル主発電機2基を搭載しており、後期型ではディーゼル主発電機の出力を125 kVA（100 kW）に増強した。

## 装備
本型は、昭和30年度計画艦4隻の後、むらさめ型3隻を挟んで昭和32年度、昭和33年度計画艦3隻の計7隻が建造された。30年度計画艦が前期型、32・33年度計画艦が後期型と呼ばれ、電子装備などが若干異なる。

### センサー
対空捜索レーダーとしては、前期型においては、はるかぜ型で搭載されたアメリカ製のAN/SPS-6の軽量化・改良型であるAN/SPS-12を搭載した。また後期型では、これらをもとに国産化されたOPS-1が搭載されている。電子戦支援用の電波探知装置（ESM）としては、アメリカ製のAN/BLR-1の装備を計画したものの、貸与が遅れたことから、前期建造艦はESM装置を搭載せずに就役し、後期建造艦のみがこれを搭載した。前期建造艦については、これをもとに国産化されたNOLR-1が後日搭載されている。
ソナーとしては、当初はAN/SQS-11を装備していたが、33年度計画艦では新型のAN/SQS-4が搭載された。これらの捜索ソナーとは別に、攻撃用ソナーも搭載されている。なお、のちに一部艦ではさらにAN/SQS-31（AN/SQS-4 mod.3改良型）に換装したほか、可変深度ソナー（VDS）として、1965年（昭和40年）から1967年（昭和42年）にかけて、「あやなみ」「いそなみ」「たかなみ」にOQA-1A（アメリカ製AN/SQA-10の国産化版）が後日装備された。

### 武器システム
主砲としては、新世代のアメリカ製速射砲である50口径7.6cm連装速射砲（Mk.33 3インチ砲）を初採用しており、前部に2基背負い式で、後部に1基の計3基を搭載した。なお前期型では33番砲は砲盾を装備しなかったが、後期型では装備され、前期型でも後にバックフィットされた。本砲は後にライセンス生産も行なわれ、昭和49年度計画艦に至るまでの各艦種、計44隻に搭載された。砲射撃指揮装置（GFCS）としては28DDで40mm機銃用として搭載されたのと同系列のMk.63が使用されるが、その射撃指揮レーダーは新型のAN/SPG-34に更新された。AN/SPG-34は2・3番砲塔に設置されていた。
対潜迫撃砲としては、新世代のロケット砲であるアメリカ製のウェポン・アルファやイギリス製のスキッドの装備を計画したものの、これは実現せず、従来どおりのヘッジホッグを旋回式に改良したMk.15が艦橋前に搭載されることとなった。前部の主砲が背負い式に搭載されるという、護衛艦では珍しい形式を取っているのはその名残であり、仮に新世代対潜迫撃砲の後日装備が実現した場合には2番砲塔を撤去し、ここに設置する予定であったが、この布石が日の目を見ることはなかった。
また本型は、海自DDとして初めて対潜誘導魚雷を搭載している。アメリカ製のMk.32短魚雷が導入され、各4発装填可能なMk.2落射機が両舷に設置されている。また国産の試製54式魚雷3型も導入されており、こちらは53cm4連装魚雷発射管HO-401を装備して、後部煙突の両脇に予備魚雷が置かれていた。のちに短魚雷落射機は、324mm径のMk.44短魚雷（後に73式魚雷およびMk.46）を使用する68式3連装短魚雷発射管に換装された。この他、従来通りの爆雷投射機（Y砲）、爆雷投下軌条も搭載された。
これらの対潜兵器を指揮する水中攻撃指揮装置（SFCS）としては、あきづき型のために開発されていたSFCS-1をもとに弾道計算機能を除去したSFCS-1Aが搭載された。

## 同型艦

### 一覧表
| 計画年度 | 艦番号 | 艦名     | 建造                    | 起工                         | 進水                        | 竣工                         | 除籍                         |
| -------- | ------ | -------- | ----------------------- | ---------------------------- | --------------------------- | ---------------------------- | ---------------------------- |
| 昭和30年 | DD-103 | あやなみ | 三菱重工業 長崎造船所   | 1956年 （昭和31年） 11月20日 | 1957年 （昭和32年） 6月1日  | 1958年 （昭和33年） 2月12日  | 1986年 （昭和61年） 12月25日 |
| 昭和30年 | DD-104 | いそなみ | 新三菱重工業 神戸造船所 | 1956年 （昭和31年） 12月14日 | 1957年 （昭和32年） 9月30日 | 1958年 （昭和33年） 3月14日  | 1987年 （昭和62年） 7月1日   |
| 昭和30年 | DD-105 | うらなみ | 川崎重工業 神戸工場     | 1957年 （昭和32年） 2月1日   | 1957年 （昭和32年） 8月29日 | 1958年 （昭和33年） 2月27日  | 1986年 （昭和61年） 12月25日 |
| 昭和30年 | DD-106 | しきなみ | 三井造船 玉野造船所     | 1956年 （昭和31年） 12月24日 | 1957年 （昭和32年） 9月25日 | 1958年 （昭和33年） 3月15日  | 1987年 （昭和62年） 7月1日   |
| 昭和32年 | DD-110 | たかなみ | 三井造船 玉野造船所     | 1958年 （昭和33年） 11月8日  | 1959年 （昭和34年） 8月8日  | 1960年 （昭和35年） 1月30日  | 1988年 （昭和63年） 3月24日  |
| 昭和33年 | DD-111 | おおなみ | 石川島重工業 東京工場   | 1959年 （昭和34年） 3月20日  | 1960年 （昭和35年） 2月13日 | 1960年 （昭和35年） 8月29日  | 1990年 （平成2年） 3月23日   |
| 昭和33年 | DD-112 | まきなみ | 飯野重工 舞鶴造船所     | 1959年 （昭和34年） 3月20日  | 1960年 （昭和35年） 4月25日 | 1960年 （昭和35年） 10月28日 | 1990年 （平成2年） 3月23日   |

### 運用史
あやなみ型は就役後、ワークホースとして長年護衛艦隊を支えた。兵装は、就役時からやや物足りないものであったが、退役するまで大きな変更が加えられることは無かった。
旧式化が進行すると、代艦としてはつゆき型が建造されることとなり、はつゆき型の配備が進行すると同時に特務艦や練習艦に転用された後、除籍されていった。

## 登場作品
『緯度0大作戦』
「いそなみ」が登場。宇宙船を回収するために航行中、地上に戻ったロートンを乗せた救命ボートを見つけて収容する。
『大怪獣バラン』
「うらなみ」と「いそなみ」が登場。
「うらなみ」は、海中に潜むバランを発見し、その後、海上に姿を現したバランを主砲などで攻撃するが、接近を許したことで高波を受け、撃沈されてしまう。
「いそなみ」は、主人公たちを乗艦させて、バランに対する爆雷攻撃の様子を見守る。
『ハワイ・ミッドウェイ大海空戦_太平洋の嵐』
夕雲型駆逐艦「風雲」役で「うらなみ」が登場。魚雷発射シーンなどが映されている。